# 公衆電話

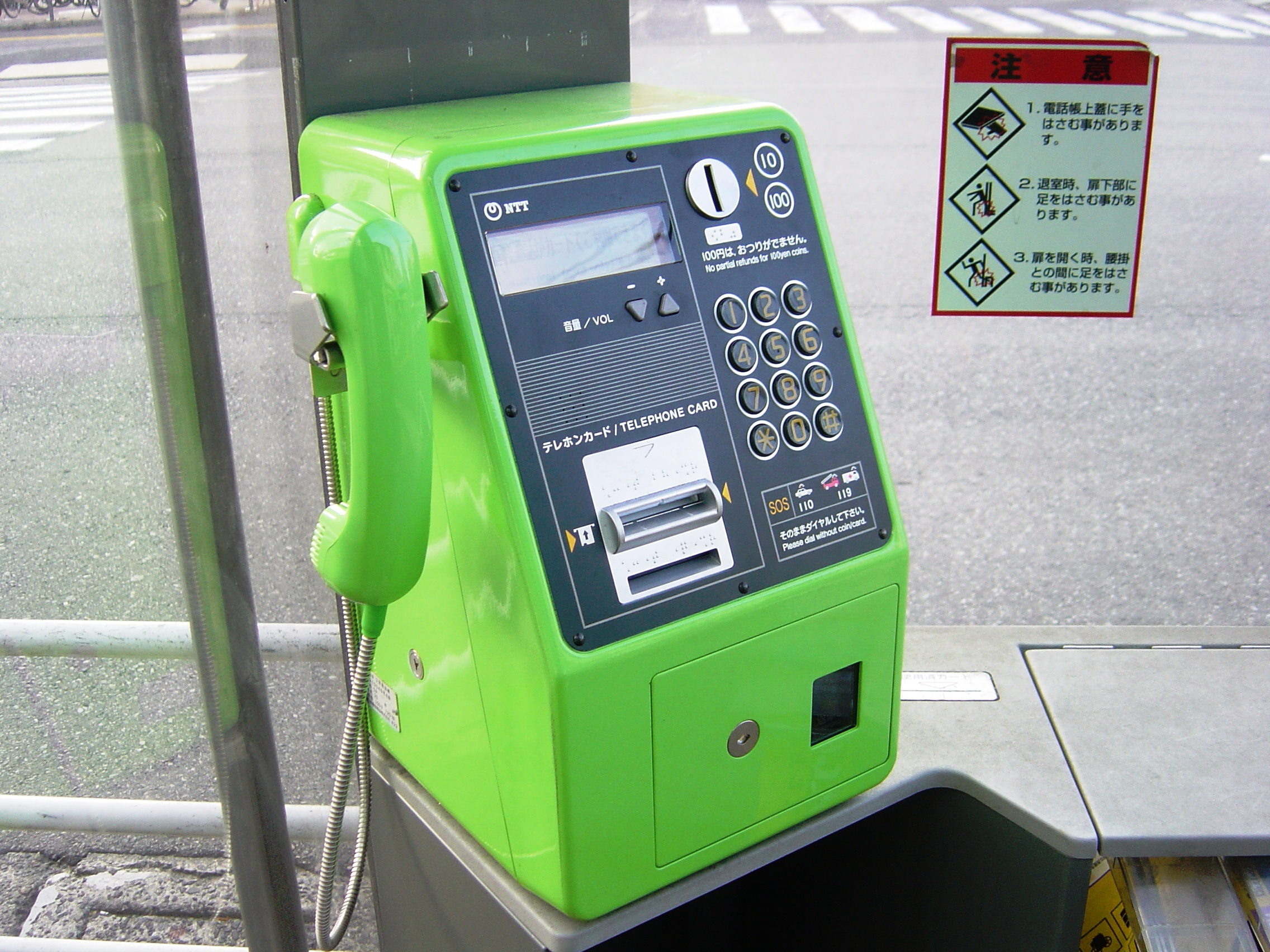
日本のデジタル公衆電話機、DMC-8A

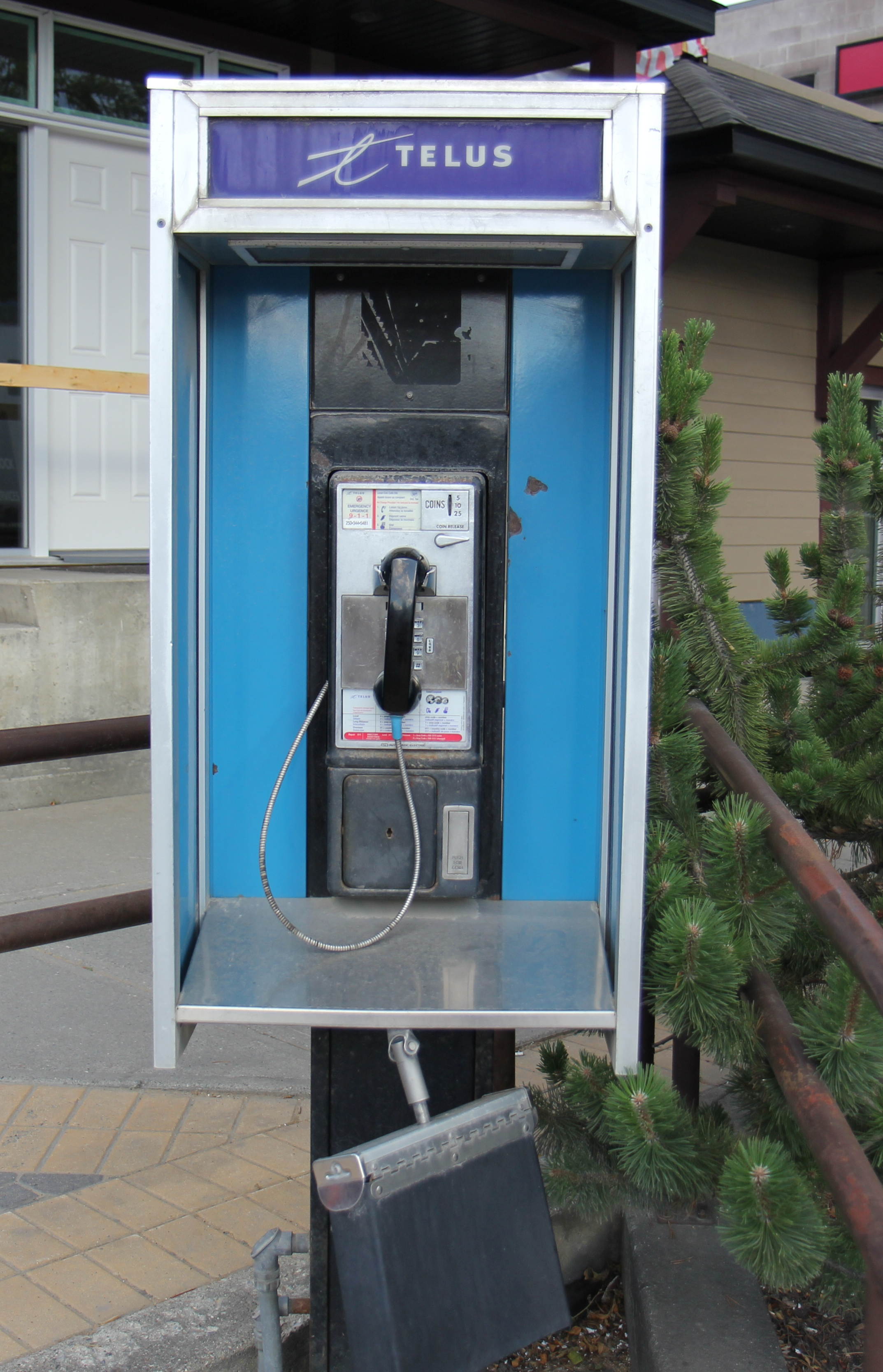
カナダ、ブリティッシュコロンビア州ゴールデンの公衆電話。回線がテラスのもの。

公衆電話（こうしゅうでんわ、英: payphone）とは、不特定多数の人々が利用することを目的として設置される電話である。

## 概要
公衆電話という言葉が指す範囲には電話機だけでなくそれによる通信サービスも含まれる。つまり公衆電話は広義には電話による通話サービスを提供するシステムの一形態であり、公共性が高いサービスとして存在している。
基本的には誰でも利用の都度料金を支払えば使用可能であるが、警察・救急などを緊急で呼ぶ場合は無料で済むことが多い。一部の公衆電話では管理者により利用者に制限が設けられている場合もある。

## 歴史
電話事業が始まった当初は電話機自体が非常に高価で、一般民衆の手の届くものではなかった。そのため電話を必要としている人が使えるように街頭など開かれた場所に電話機が設置されるようになったことが公衆電話の起源だとされている。

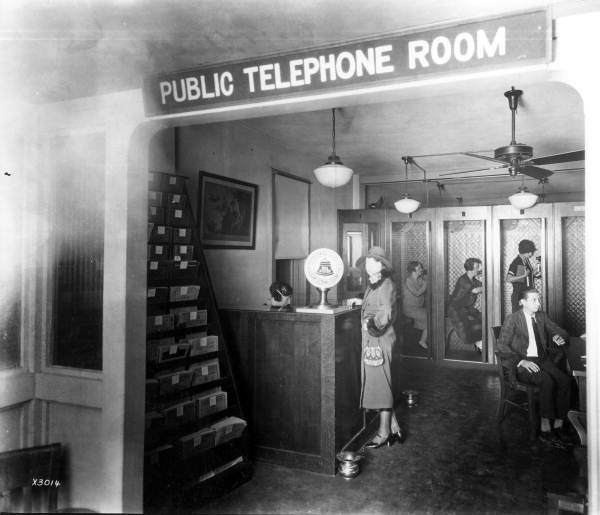
公衆電話部屋（1925年、アメリカ合衆国フロリダ州マイアミ

19世紀にヨーロッパで設置され、その後北アメリカ、アジアでも設置された。
初期の公衆電話の機構は素朴なものだった。たとえばアメリカ合衆国の街頭電話は硬貨口から5セント硬貨（en)や10セント硬貨を入れると電話機内部で硬貨とベルが当たる音がして、交換手が電話ごしにその音色で利用者が投入した硬貨の種類を判断していたという。アメリカの街頭電話には「automatic telephone」と表示されていたので、日本ではそれを直訳して「自動電話」と呼ばれたという。
20世紀半ば過ぎには世界中のほとんどの国に設置された。
21世紀に入ると携帯電話の普及の影響を受け減少傾向にある。たとえばアメリカ合衆国では、1999年に存在した200万台の公衆電話は、2018年には10万台に減少。（なお「無料Wi-Fiやスマートフォンなどの代替通信手段の登場に伴い2022年5月23日、マンハッタンの7番街50丁目角にあったニューヨーク市最後の公衆電話が撤去された」と日本語では報じられたが、実際にはベルシステムの有料の公衆電話（英語: payphone）が撤去され、無料通話もできる後継の街頭通信拠点LinkNYCに置き換えられただけである。同時に、マンハッタンにはまだ4か所に公衆電話ブースが残っているとも報じられている。）

## 運営
公衆電話の設置者、また運営者は国によって異なるが、多くの国では電話事業は国営であるため、設置、運営共に国が行っている場合が多い。また電話事業が民間主導で行われている国では公衆電話は民間企業によって設置、運営されている。先進国に続き、近年東アジアなど経済が向上している国家でも、電話事業を民営化させている。
国営の公衆電話は収益より公共性を重視するため、財力がある国では公衆電話は非常に多く設置されている。しかし財力がない国や、民間企業が運営している公衆電話は収益に敏感であるため、人が多く利用し、収益が見込まれる場所にのみ設置される場合が多い。21世紀に入ってからは携帯電話の普及もあり、収益が見込めなくなると、公衆電話を廃止する傾向にある。

## 設置
公共性という観点から利便性が考慮され、人の往来が多い場所や電話の必要性が高い場所へ設置されることが一般的である。街頭などだけでなく、例えば鉄道駅・空港の旅客ターミナル・バスターミナルなど公共交通の施設内や、コンビニエンスストア・ホテル・百貨店など不特定多数の人が出入りする商業施設内や、図書館や市民会館などの公共施設の入口付近、公共交通の乗り物（列車、船舶、航空機）の内部などが挙げられる。一部では個人で引いた一般回線を不特定多数に開放する場合もある。
公衆電話は屋外であれば雨にさらされることを防ぐために電話ブース（電話ボックス）と呼ばれる専用の箱型施設内に設置されることが多いが、単に屋根の下に設置されることもある。屋内では通信線と電源線の取り回しの都合で壁際に置かれることが多い。
日本では、総務省の基準に基づき、市街地では1km四方に1台、その他では2kmに1台設置すると定められている。

## 電話機
公衆電話に用いられる電話機（電話端末）は通常、公衆電話専用として設計された電話機が用いられる。家庭用の電話機が用いられることは希である。公衆電話向けの電話機の最大の特徴としては料金の徴収機構が備え付けられていることである。その国の硬貨もしくはテレホンカード等で料金を支払わないと通話できないようになっている（磁気カード挿入式は日本のみ）。
現在では多くがボタン式であるが、かつての公衆電話と言えばダイヤル式のタイプが主流であった。なお、現在でも古いタイプの公衆電話の多い旧東側諸国や東南アジアなどではプッシュ式よりもダイヤル式のほうが多い。

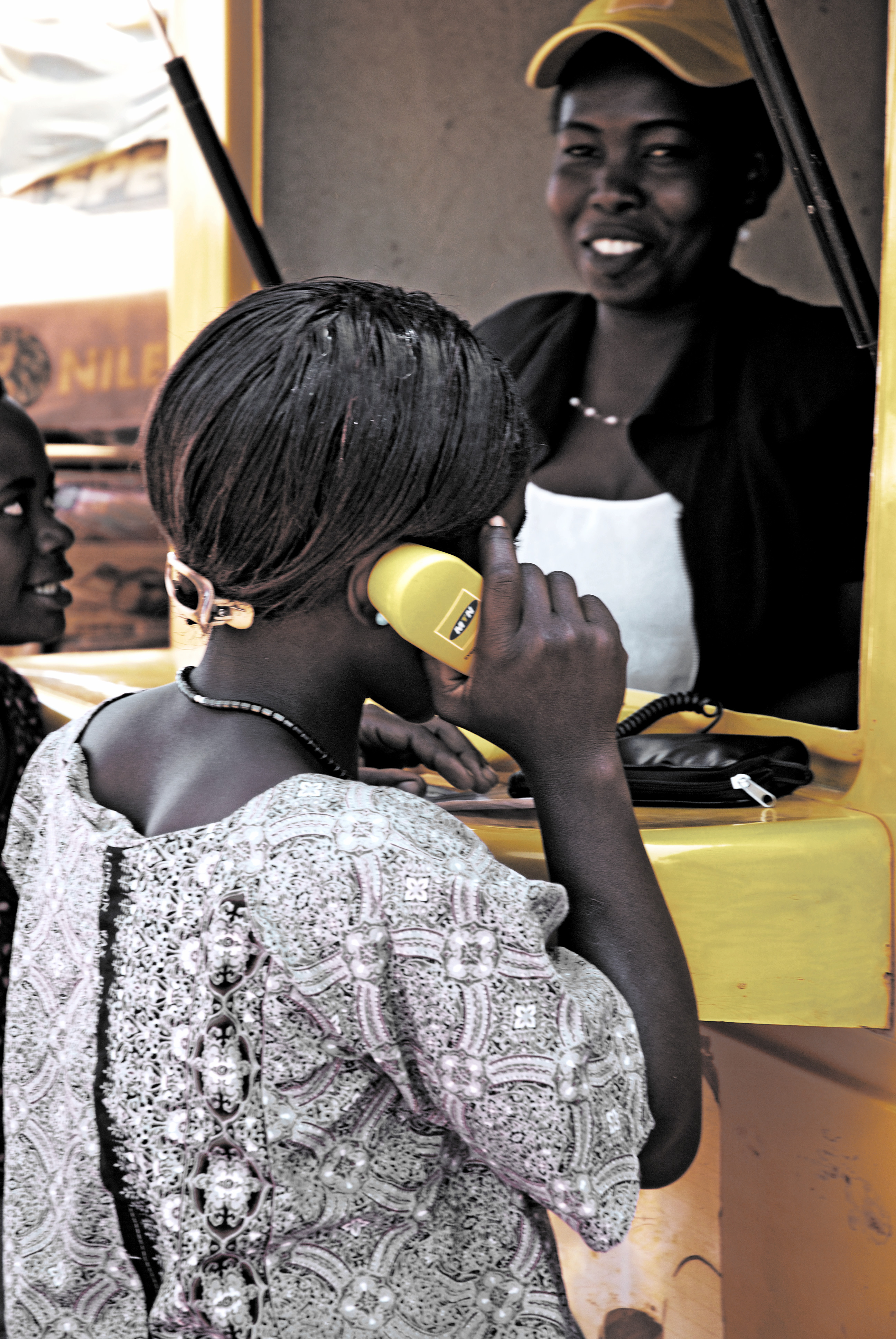
ウガンダの公衆電話（2009年）

世界的に見ると例外的ではあるが、発展途上国などでは公衆電話でも電話機に料金徴収の機能が無く、人手により料金の徴収を行うものもある。これは、料金徴収ができる電話機の設置・保守コストよりも人件費の方が安いこと、治安上無人の公衆電話の設置が難しいこと、そもそもこれらの国の通貨に対応した硬貨・紙幣の識別装置が生産されていないことが理由と考えられる。この場合、電話機は商店の店頭などに置かれ店員が料金の徴収をすることが多いが、大都市では専門の電話屋がいることもある。通話料金が電話機または店内に表示されることもあるが、通話後にオペレーターが料金を伝えたり、交渉で料金を決めるものもある。近年では、携帯電話を使用した電話屋も存在する。

## サービス
公衆電話は、単に近距離通話のみができる電話専用タイプが主流であるが、国際電話も可能であるもの、インターネット接続が可能であるものなど様々である。多くは硬貨を投入することで一定時間通話が可能なものであるが、磁気カードやICカード、パスフレーズが印刷されたプリペイドカードを用いて料金の徴収が行われるケースもある。国際通話が可能な公衆電話が多く設置される国は、国土が小さく周辺国との貿易が盛んな国であることが多い。

## 世界各国の公衆電話

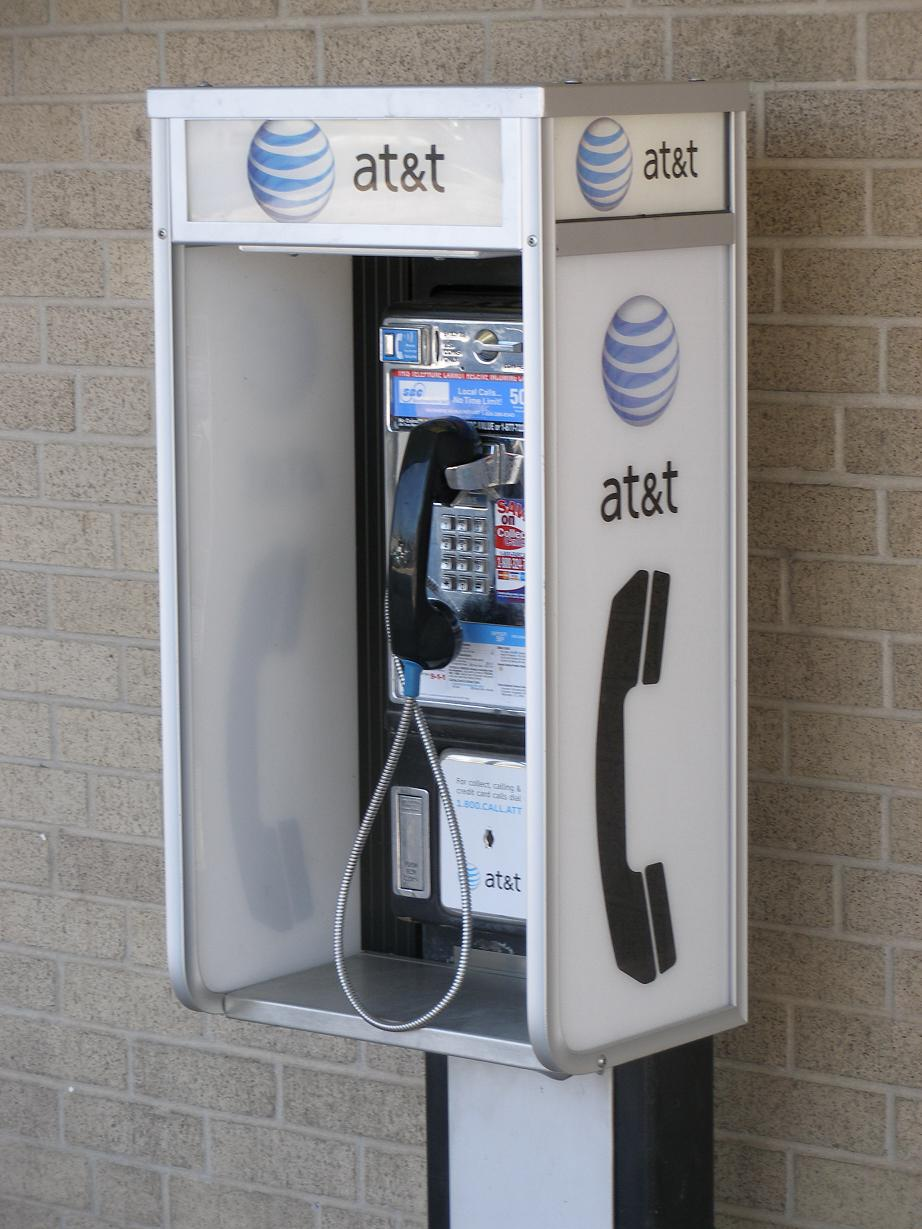
アメリカの公衆電話。テキサス州サンアントニオ。回線はAT&T
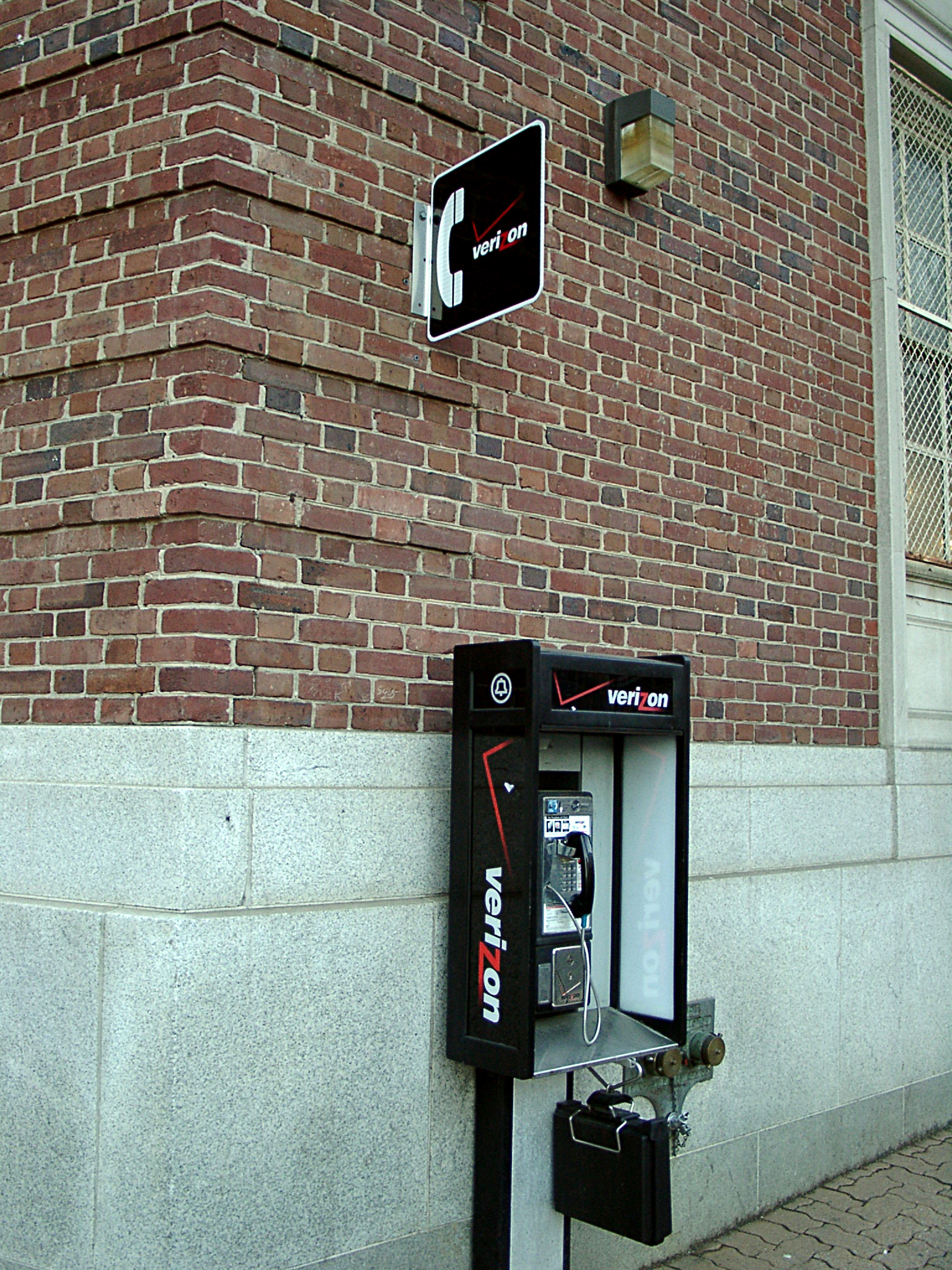
アメリカの公衆電話。メリーランド州シルバースプリング。回線はベライゾン・コミュニケーションズ
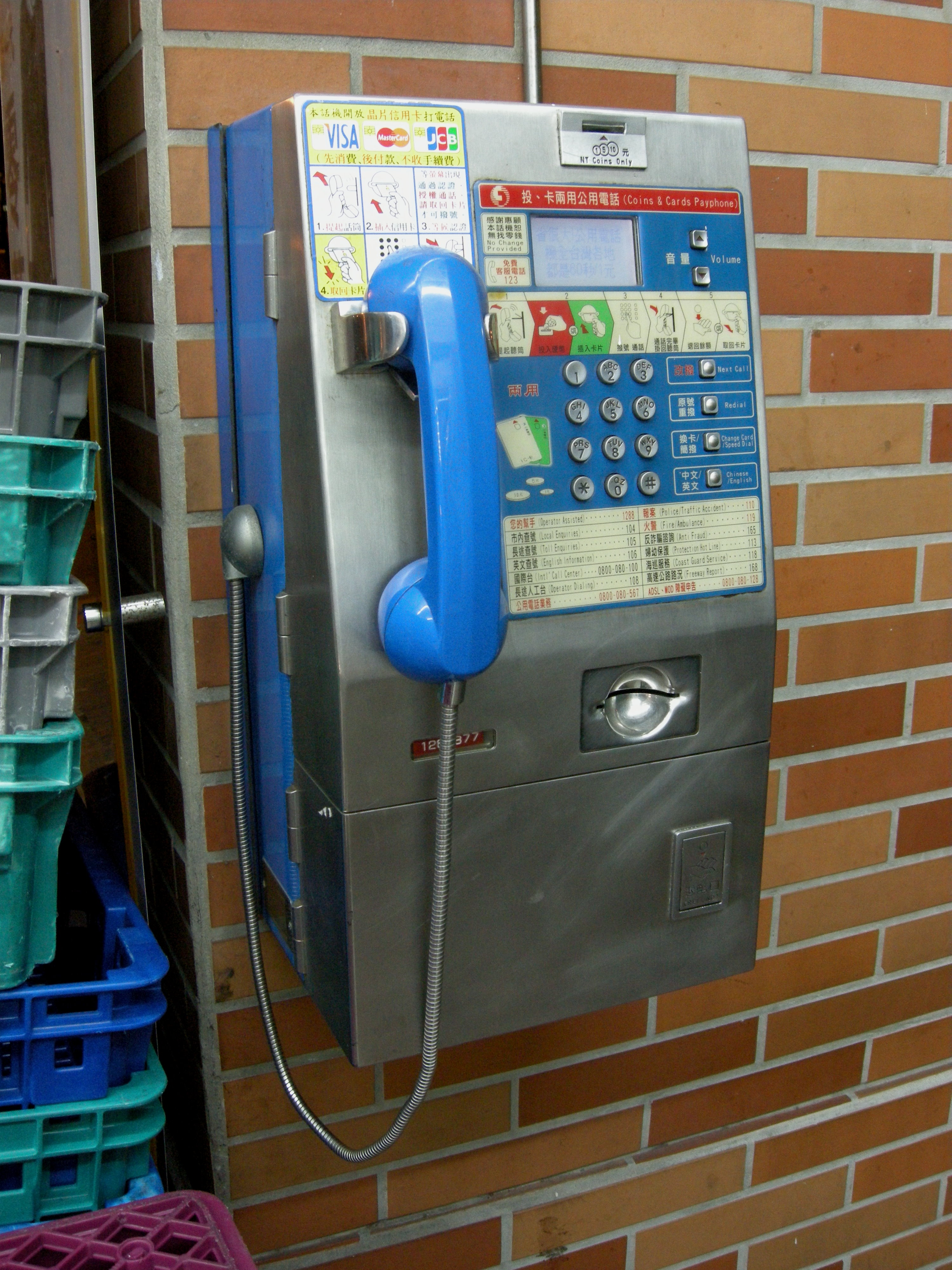
台湾の公衆電話。回線は中華電信。
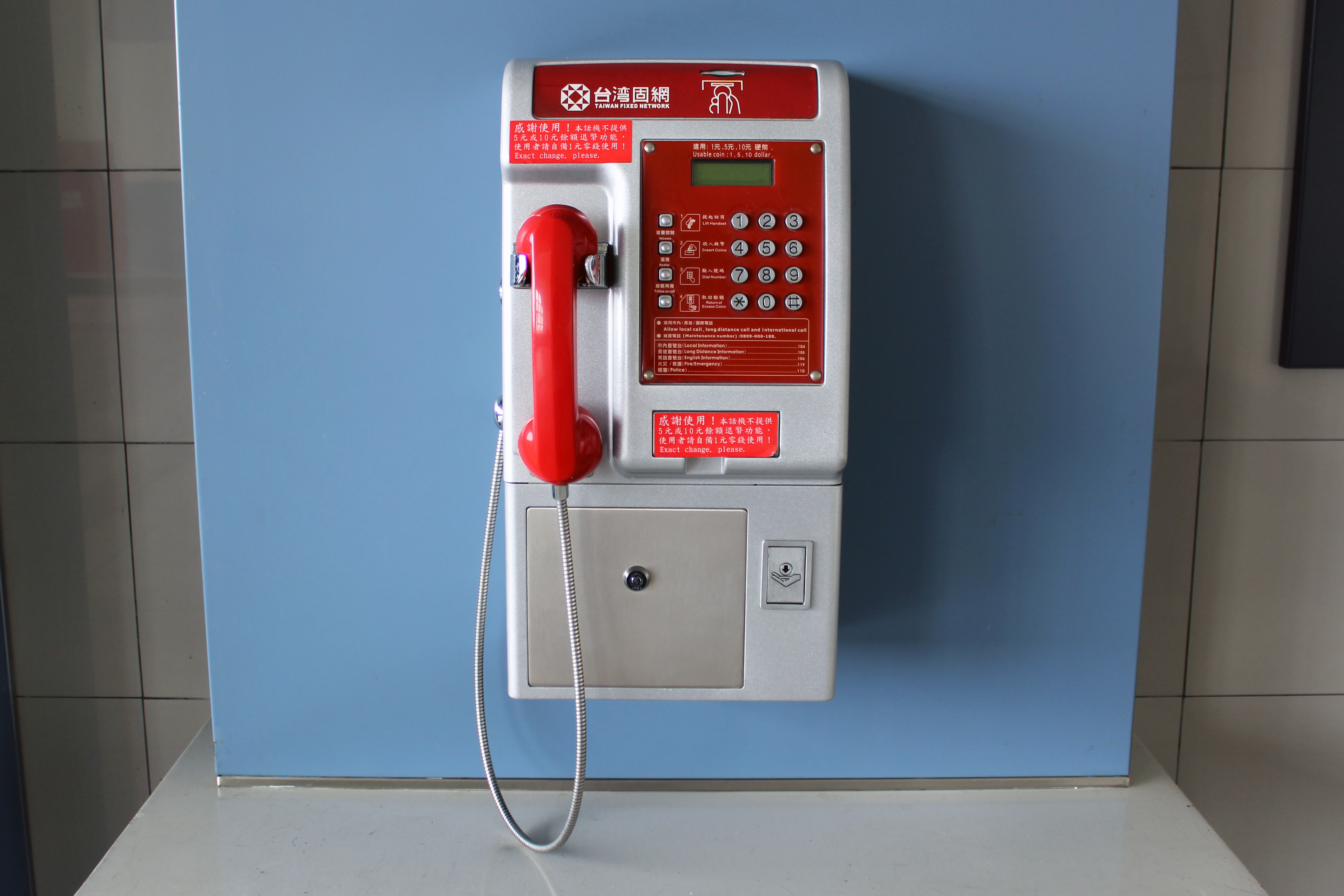
台湾の公衆電話。嘉義市。回線は台湾固網。日本同様「5元玉・10元玉はお釣りが出ません」と注意書きがされている
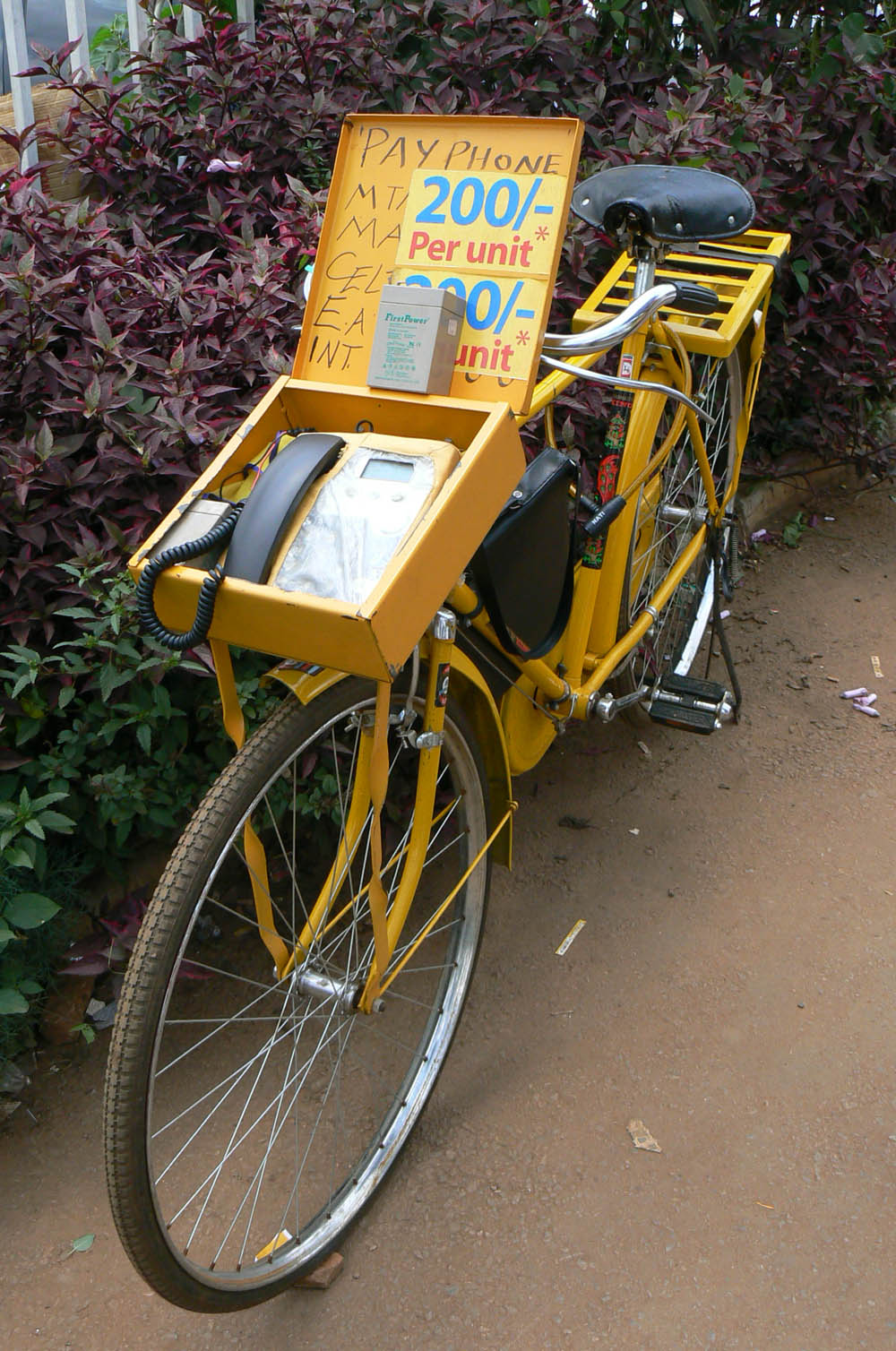
ウガンダの自転車に積まれた無線式の“移動型”公衆電話。回線はボーダフォン。
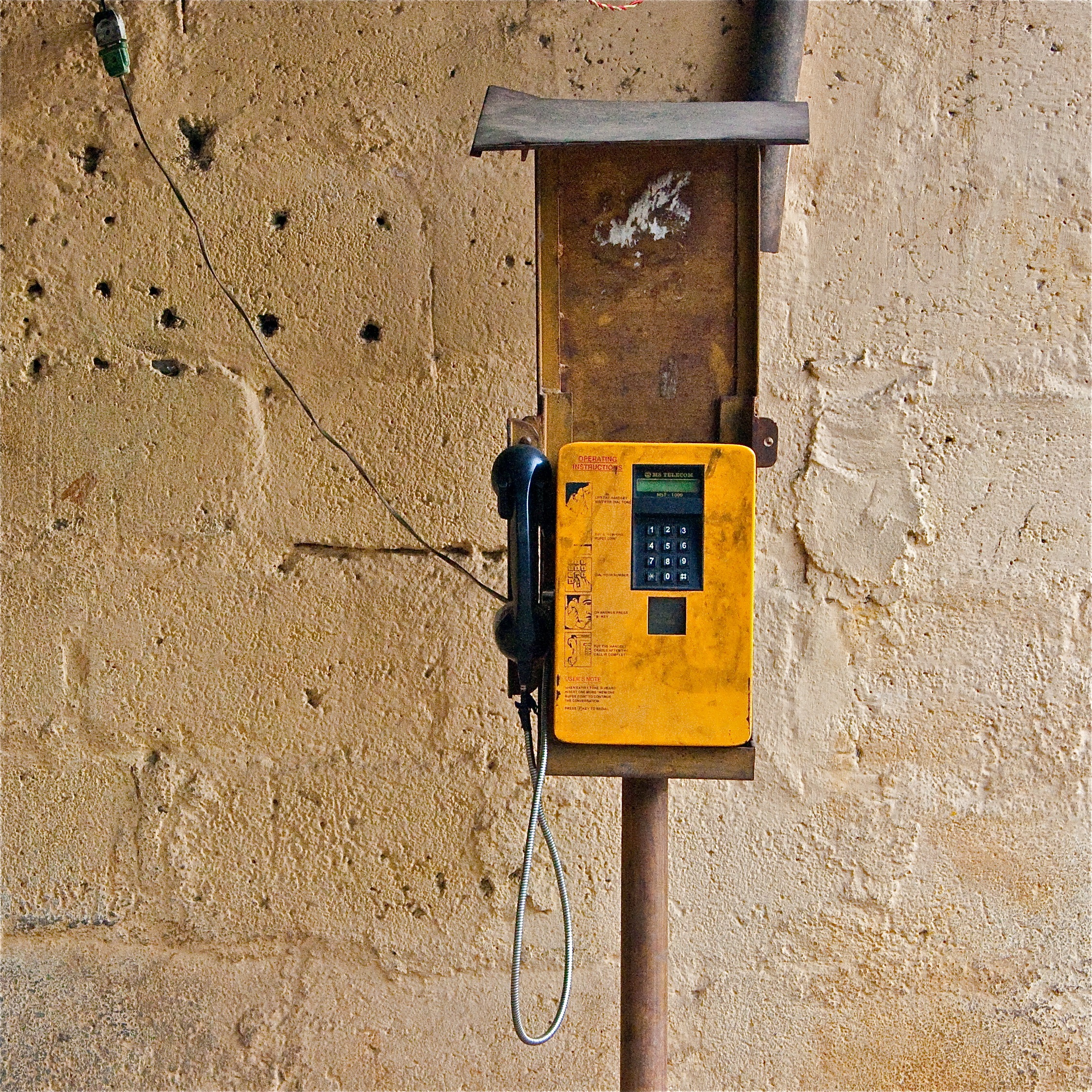
インドの公衆電話。21世紀の現在では途上国でも回転ダイヤルではなくボタン電話になっている。

## 日本の公衆電話
日本の公衆電話関連項目
- 委託公衆電話
- 特設公衆電話
- 特殊簡易公衆電話

以下の施設に公衆電話機が展示されている。
- 門司電気通信レトロ館
- NTT技術史料館

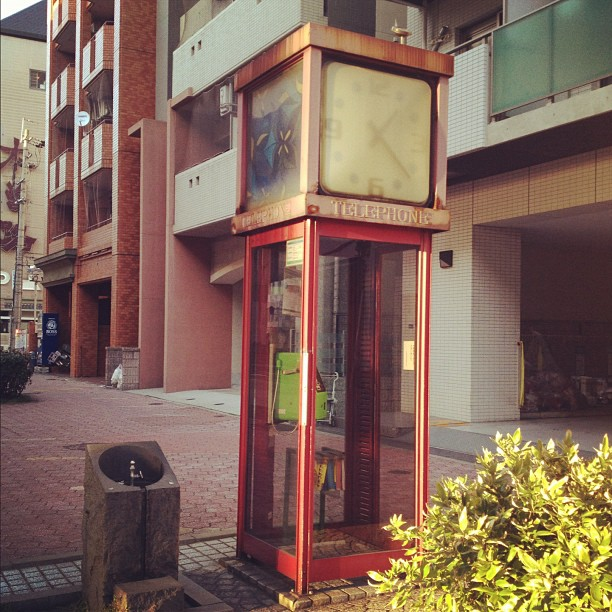
時計と一体化しているタイプ（2012年、日本）
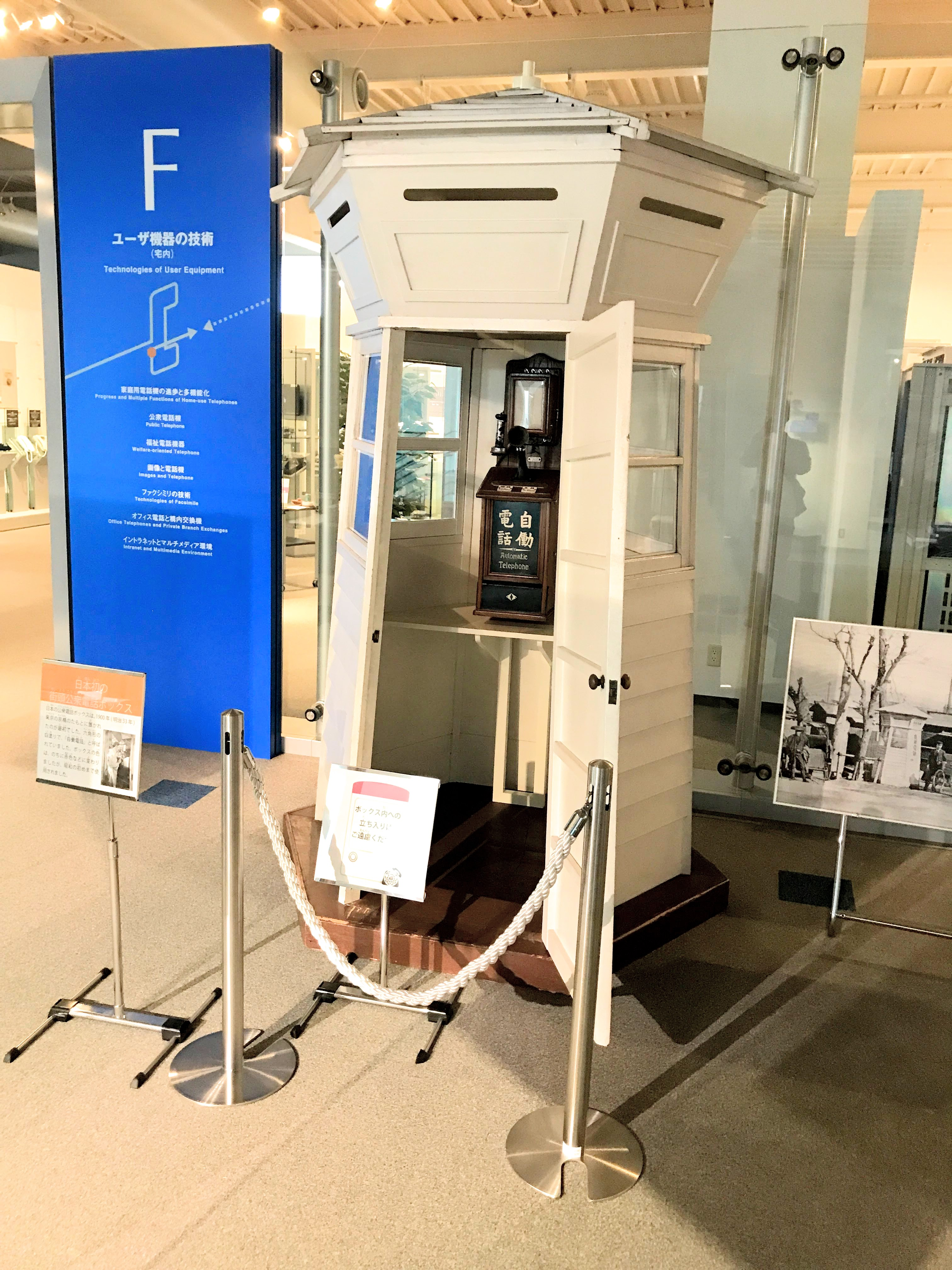
日本初の電話ボックス（1900年）を再現したもの
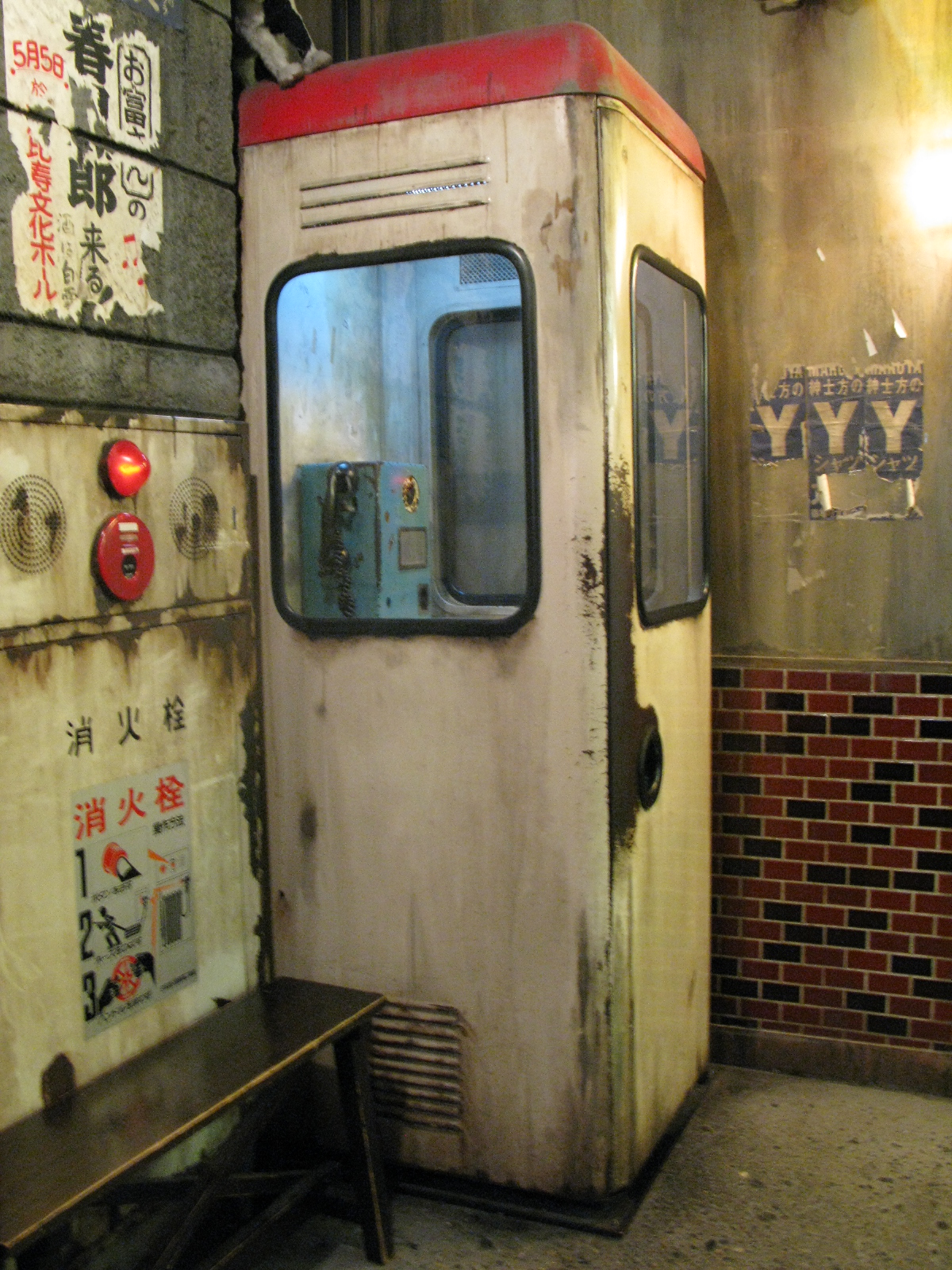
日本の丹頂形電話ボックス（1954年 - ）を再現したもの
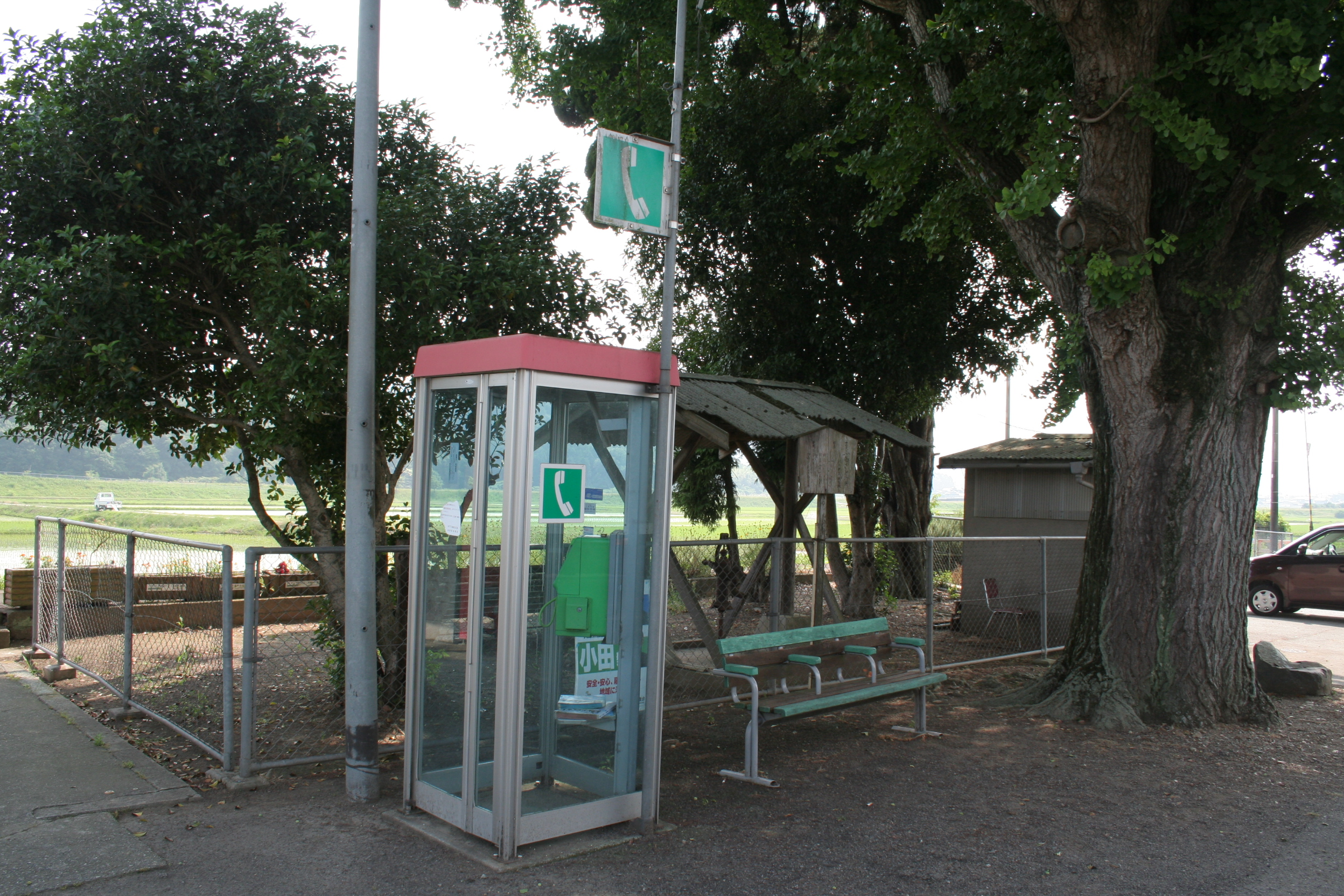
日本のA-BOX形電話ボックス（1964年 - ）
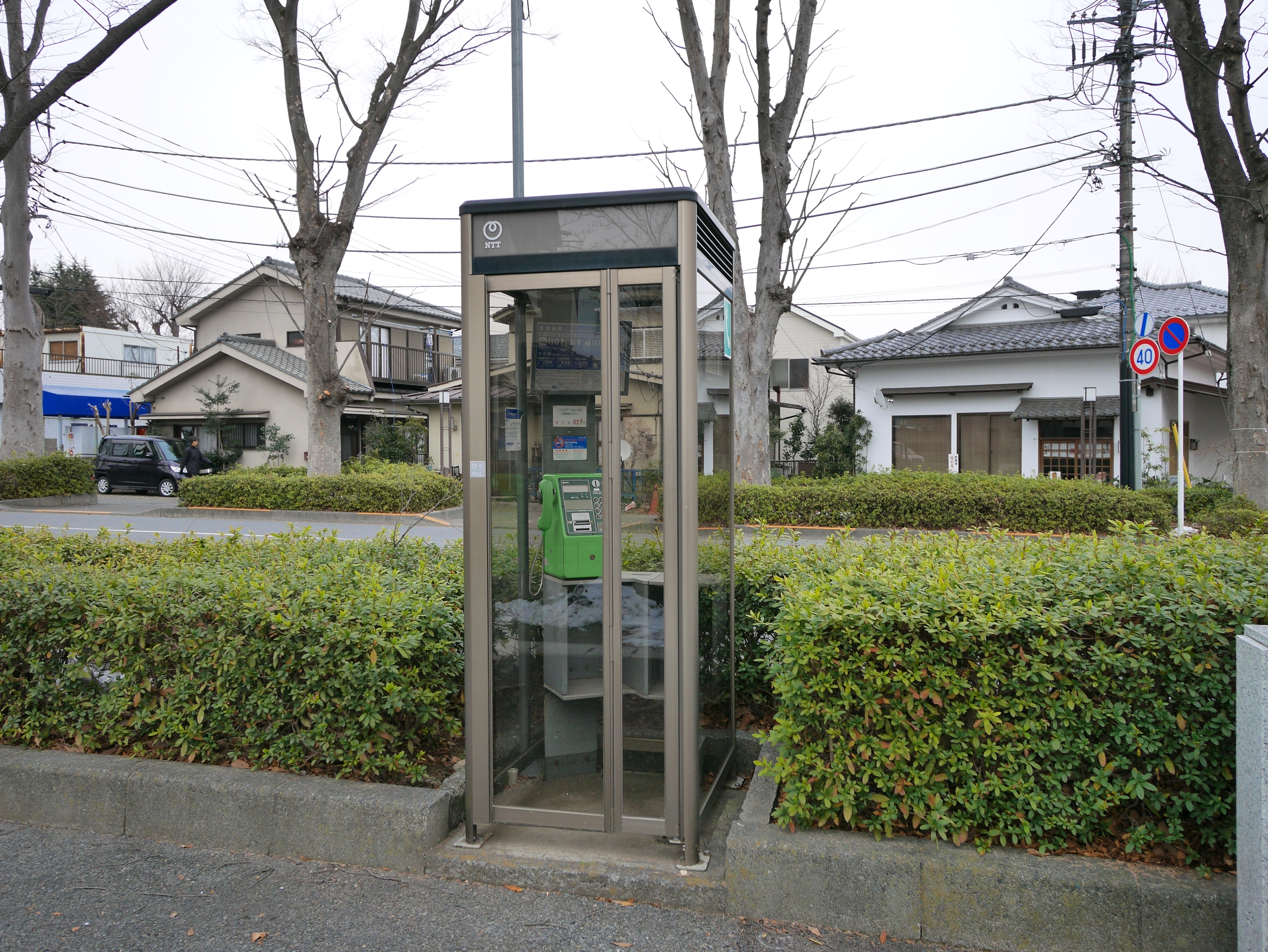
日本のC-BOX形電話ボックス（1991年 - ）
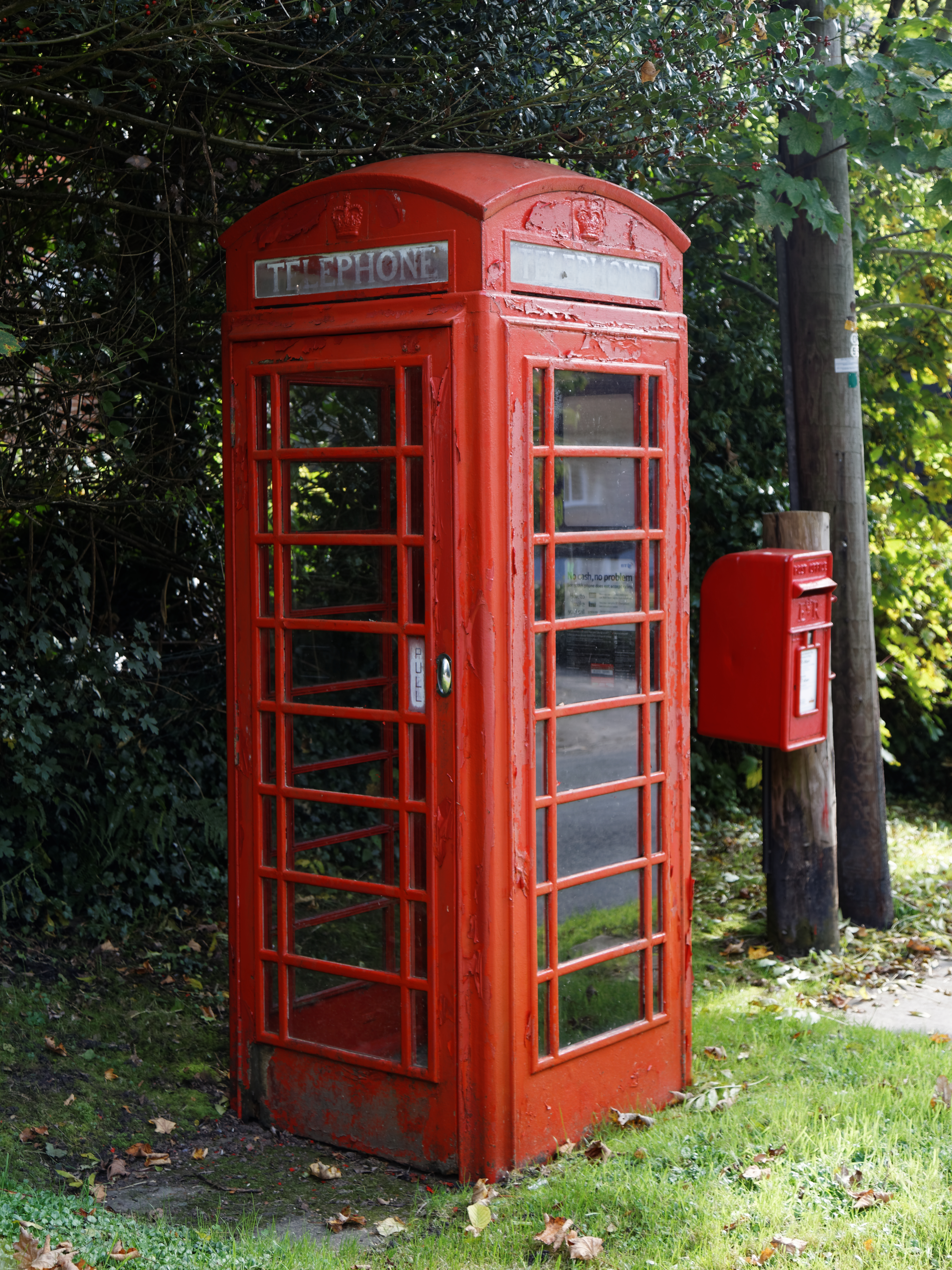
日本・委託公衆電話（赤電話）
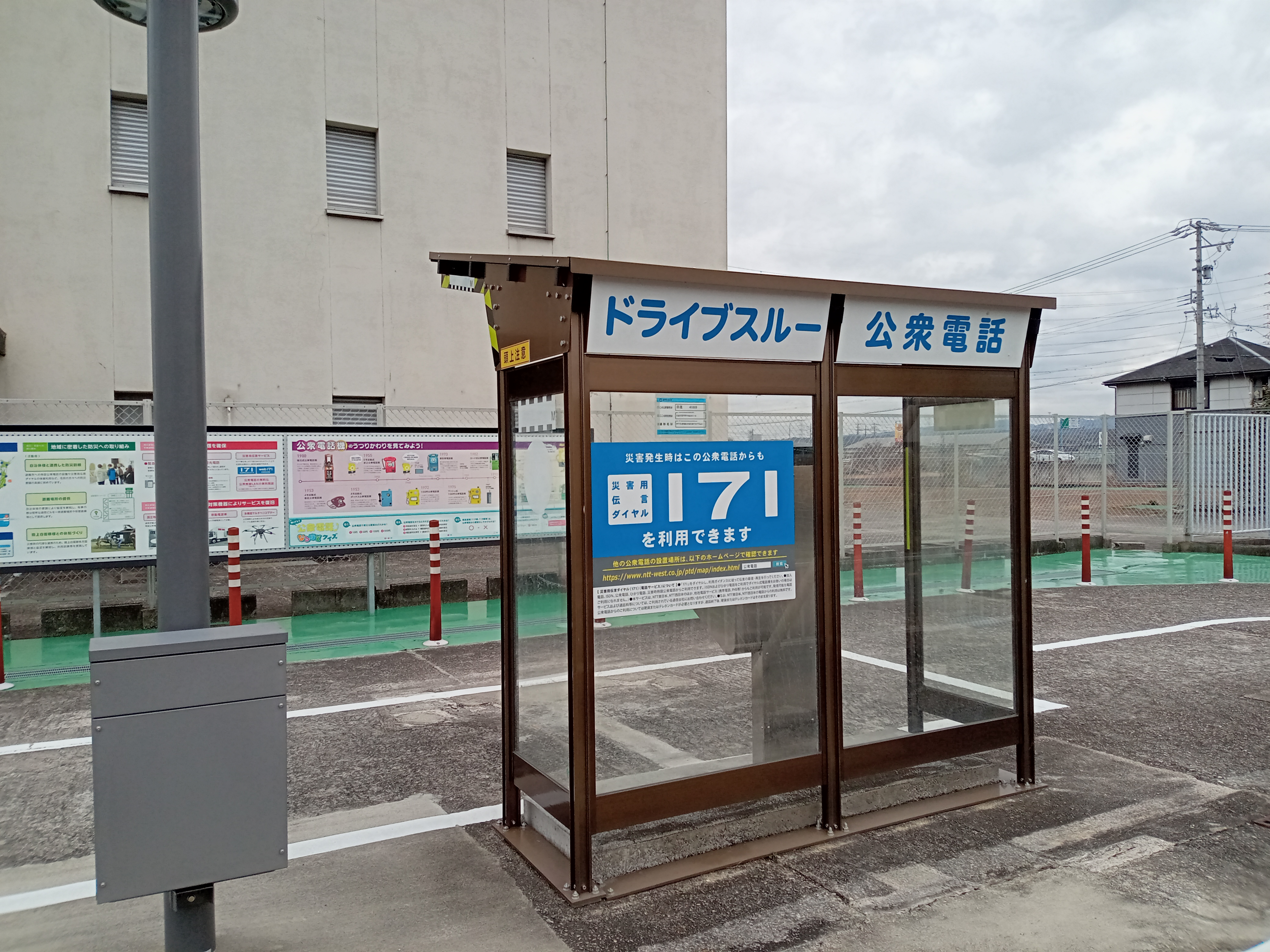
愛知県日進市蟹甲町にあるドライブスルー式公衆電話